# Kratos
Kratos (gr. Κράτος Krátos, łac. Cratus, Potestas ‘potęga’, ‘moc’) – w mitologii greckiej syn bogini rzeki Styks i Pallasa, brat Nike, Bii i Zelosa. Brał udział w zniewoleniu Prometeusza razem z Bią. Jest alegorią przemocy.